# Anto Petrović
Anto Petrović (ur. 1 czerwca 1975 w Tesliciu) – chorwacki piłkarz występujący na pozycji obrońcy, trener piłkarski.

## Kariera klubowa
Grę w piłkę nożną rozpoczął w amatorskim klubie FK Proleter Teslić z rodzinnej miejscowości Teslić. Następnie trenował w akademiach piłkarskich HNK Cibalia oraz austriackiego FC Zeltweg. Przed sezonem 1994/95 przeniósł się do NK Marsonia, gdzie rozpoczął karierę na poziomie seniorskim. 16 kwietnia 1995 zadebiutował w 1. HNL w przegranym 0:1 meczu przeciwko HNK Segesta. 24 maja 1995 zdobył pierwszą bramkę w lidze chorwackiej w spotkaniu z HNK Cibalia (3:0). Przed sezonem 1995/96 odszedł do HNK Segesta, gdzie przez dwa lata zaliczył 40 ligowych spotkań. W latach 1997–2002 występował w NK Hrvatski Dragovoljac, gdzie pełnił funkcję kapitana zespołu i dla którego rozegrał łącznie 110 meczów i zdobył 3 gole.
W połowie 2002 roku podpisał on trzyletni kontrakt z SK Sturm Graz. 10 lipca 2002 zaliczył pierwszy występ w Bundeslidze w przegranym 0:4 spotkaniu z Rapidem Wiedeń. 13 sierpnia 2002 zadebiutował w europejskich pucharach w meczu z Maccabi Hajfa (0:2) w kwalifikacjach Ligi Mistrzów 2002/03. Po sezonie 2002/03, w którym rozegrał 12 ligowych spotkań, został wypożyczony do chińskiego klubu Qingdao Etsong, gdzie spędził pół roku grając na poziomie tamtejszej ekstraklasy. Pod koniec 2003 roku powrócił do Chorwacji i podpisał umowę z NK Marsonia. Po sezonie 2003/04 jego zespół zajął ostatnie miejsce w tabeli grupy spadkowej 1. HNL i został relegowany z ligi. Petrović wkrótce po tym przeniósł się do mistrza Bośni i Hercegowiny NK Široki Brijeg, z którym wziął udział w eliminacjach Ligi Mistrzów 2004/05.
W marcu 2005 roku, po odbyciu testów, został on zawodnikiem Górnika Łęczna, prowadzonego przez Bogusława Kaczmarka. W XVII kolejce sezonu 2004/05 zadebiutował w I lidze w wygranym 5:0 wyjazdowym meczu przeciwko Odrze Wodzisław Śląski. W lipcu 2005 roku jego kontrakt rozwiązano za porozumieniem stron. Ogółem rozegrał on dla Górnika 8 ligowych spotkań. Od połowy 2005 roku kontynuował karierę w NK Kamen Ingrad. W latach 2006–2008 występował w NK Croatia Sesvete. Po sezonie 2007/08 uzyskał z tym klubem awans do 1. HNL. W listopadzie 2008 zakończył grę w piłkę nożną, po tym, gdy zarząd Croatii zdecydował się rozwiązać jego umowę z powodu niezadowalających wyników zespołu.

## Kariera reprezentacyjna
Petrović rozegrał jeden mecz w reprezentacji Chorwacji U-20 (1995) oraz jedno spotkanie w kadrze U-21 (1996). W 2000 roku otrzymał od Mišo Smajlovicia powołanie do seniorskiej reprezentacji Bośni i Hercegowiny na towarzyski mecz z Macedonią.

## Kariera trenerska
W 2008 roku Petrović rozpoczął pracę jako trener młodzieży w NK Croatia Sesvete. W tym samym roku mianowano go asystentem trenera Ljupko Petrovicia. W lipcu 2009 objął posadę pierwszego szkoleniowca. Po porażce 0:6 z Hajdukiem Split w listopadzie 2009, odszedł z zespołu i został zastąpiony przez Nenada Gračana. Od 2011 roku był on szkoleniowcem swojego macierzystego klubu FK Proleter Teslić. W sezonie 2011/12 spadł z tym zespołem z Prvej Ligi RS, do której powrócił w sezonie 2012/13. Jesienią 2013 roku opuścił FK Proleter i podjął pracę w NK Konavljanin (3. HNL). Wiosną 2014 roku został dyrektorem nowo utworzonej akademii piłkarskiej AF Sporting Teslić.

## Życie prywatne
Urodził się w miejscowości Teslić na terenie dzisiejszej Bośni i Hercegowiny w rodzinie bośniackich Chorwatów. Jest bratem Vladimira Petrovicia oraz stryjem Tomiego Petrovicia. Posiada paszport bośniacki i chorwacki.